# Ost-Faser-Gesellschaft
Die Ost-Faser-Gesellschaft m.b.H. beschlagnahmte und verwaltete zwischen 1941 und 1944 Betriebe der Faser- und Textilproduktion in den besetzten Ostgebieten vom Baltikum bis zur Krim. Sie war mit 300 Produktionsstätten und 30.000 Beschäftigten zeitweilig größter Textilkonzern Europas.

## Gründung
Die Gründung der Ost-Faser-Gesellschaft m.b.H. erfolgte am 4. August 1941 in Berlin. Der festgelegte Gesellschaftszweck wurde offiziell definiert als „Gesellschaft für die besetzten Gebiete der UdSSR, gemäß dem Erlaß des Reichsmarschalls des Großdeutschen Reiches, Beauftragter für den Vierjahresplan v. 27.7.41 – V.P. 12028“. Gesellschafter waren die Zentralhandelsgesellschaft Ost für landwirtschaftlichen Absatz und Bedarf, die Wirtschaftsgruppe Textilindustrie, die Wirtschaftsgruppe Groß-, Einzel- und Ausfuhrhandel sowie die Wirtschaftsgruppe Papier-, Pappe- und Rohstofferzeugung, die je mit 250.000 Reichsmark beteiligt waren. Der Generalreferent im Reichswirtschaftsministerium und mittelständische Textilunternehmer Hans Kehrl war ab 1941 der Vorsitzende des Verwaltungsrats der Ost-Faser-Gesellschaft. Vorstandsvorsitzender der Gesellschaft war der Zellstoff-Manager Friedrich Dorn. Ab 1941 war Hans Croon als Leiter der Wirtschaftsgruppe Textilindustrie im Verwaltungsrat der Gesellschaft tätig.
Die Gesellschaft war Teil der Wirtschaftsorganisation Ost und eine von vielen privaten oder halbstaatlichen Ostgesellschaften, die  als befristete Treuhänder eingesetzt waren und Monopole für ganze Branchen in den besetzten Ostgebieten erhielten.

## Aufgaben und Tätigkeit
In den besetzten Gebieten der UdSSR sollte die Gesellschaft die Erzeugung, Aufbereitung, Verwertung und Verteilung von Textilrohstoffen wie Baumwolle, Flachs, Hanf und Wolle regeln. Zudem sollte sie sämtliche einschlägige Wirtschaftsgüter und Betriebe nutzbar machen, verwalten und den Absatz steuern. Einzelne Betriebe sollten an private Unternehmer verpachtet werden.
Für diese Aufgaben benötigte die Ost-Faser-Gesellschaft erhebliche Mittel und erwarb einen Konsortialkredit von 100 Millionen Reichsmark, den die Dresdner Bank, die Deutsche Bank, die Commerzbank, die Berliner Handelsgesellschaft und die Bank der Deutschen Arbeit zu gleichen Teilen bereitstellten.
Tatsächlich lag der Schwerpunkt zunächst beim Erfassen und Abtransport von Rohstoffen im Umfang von 350.000 Tonnen. Viele Baumwoll- und Wollspinnereien wurden stillgelegt, andere Betriebe im Besatzungsgebiet nur halb ausgelastet, um der rentabel arbeitenden deutschen Textilindustrie die erforderlichen Rohstoffe zuzuführen – vermutlich auch, um potentielle Fabrikationskonkurrenz auszuschalten.
Infolge der unerwartet längeren Kriegsdauer kam es teilweise zu einer Kehrtwende. Nun wurden Rohstoffe im Besatzungsgebiet nicht nur angebaut, sondern auch verarbeitet. Mehr als 300 Betriebe mit 30.000 Beschäftigten waren im zeitweilig „größten Textilkonzern Europas“ tätig. Dabei handelte es sich „um ein mittelständisch und privatwirtschaftlich strukturiertes Textilimperium“ und die Ost-Faser-Gesellschaft selbst fungierte als reine Verwaltungsgesellschaft. Den deutschen Handelsunternehmen, die treuhänderisch Textilfirmen übernommen hatten, ging es weniger um eine Produktion vor Ort als um Rohstoffe.
Die Produktion im Besatzungsgebiet ging überwiegend an die Wehrmacht; ein kleinerer Teil als „Rückgabe“ rationiert an die einheimische Bevölkerung.

## Tochtergesellschaften
Die Ostland-Faser-GmbH in Riga wurde am 30. September 1941 als Tochtergesellschaft der Ost-Faser-Gesellschaft m.b.H. gegründet. Nach einem geheimen Erlass vom August 1942 waren „anfallende Spinnstofferzeugnisse“ aus den Ghettos Riga, Kauen, Wilna und Minsk der örtlich zuständigen Hauptstelle der Ostland-Faser-GmbH anzubieten.
Weitere Tochtergesellschaften waren in der Ukraine die Spinnfaser-Ukraine-Gesellschaft m.b.H. und die Ukraine-Faser-Industrie Gesellschaft.m.b.H.